# Krasnossilske
Krasnossilske (en ucraïnès: Красносільське) és un poble de la República Autònoma de Crimea a Ucraïna, que el 2014 tenia 505 habitants. Pertany al districte de Txornomórske.